# Bundesstraße 299a
Die Bundesstraße 299a ist mit einer Länge von nur 1,3 km eine der kürzesten Bundesstraßen in Deutschland. Sie zweigt in Neumarkt in der Oberpfalz von der B 299 ab und verbindet sie mit der Anschlussstelle Neumarkt i.d.OPf. an der A 3. Sie wurde notwendig, da eine direkte Verknüpfung der A 3 mit der B 299 wegen der Pilsachtalbrücke der A 3 in Pilsach nicht möglich war.
Die B 299a ist als B 299 ausgeschildert.